# Димитър Хаджиманов
Димитър Хаджиманов Стоянов (изписване до 1945 година: Димитъръ хаджи Мановъ)  е български общественик от София, син на видния софийски първенец хаджи Мано Стоянов. Преди Освобождението на България е член на училищното настоятелство в София. След Освобождението е почетен член на Софийския градски съвет.

## Биография
Роден е преди 1840 година в София в семейството на хаджи Мано и е един от тримата му сина.
През 1866 г. е училищен настоятел. През 1871 г. е спомоществовател за подготвения от Васил Чолаков двутомен сборник (Българский народен сборник) с български народни обичаи, песни, приказки, пословици, народни костюми и др.
След Освобождението е избран за член на първия училищен комитет  (1878/1879) – на заседание „коллегиялно на градскийт управителен съвет, придружено от кварталните кметове и други граждани“ на 29 юли 1878 г. от 15 кандидати са избирани петима членове: иконом поп Тодор, Д. Хаджи Манов, Михал Веселинов, Д. Михайлов и Никола Георгиев.
На 2 декември 1878 г. на заседание на избирателите, избрани от 14-те квартала на София, за да изберат членове на Софийския градски съвет, Димитър Хаджиманов е избран за почетен член на съвета. Участва в заседанията на пълния състав на Софийския градския съвет, провеждащи се всяка седмица.